# Miloš Jirovský
Miloš Jirovský (* 17. März 1974 in Kolín) ist ein tschechischer Schachspieler.
1995 gewann er ein Open in Děčín. In Imperia wurde er beim 43. Festival 2001 und beim 44. Festival 2002 jeweils geteilter Erster. Bei der tschechischen Einzelmeisterschaft 2002 in Ostrava wurde er Dritter, die Meisterschaft 2003 in Luhačovice gewann er vor Zbyněk Hráček und Jiří Štoček.
Er nahm mit der tschechoslowakischen Nationalmannschaft am Mitropa-Cup 1991 teil sowie mit der tschechischen Nationalmannschaft an den Mitropa-Cups 1995 und 1999. Für Tschechien spielte er auch bei der Mannschaftseuropameisterschaft 2003. In Deutschland spielte er in der Saison 2002/03 in der 1. Bundesliga und ansonsten in der 2. Liga Ost für den SC Forchheim, von dem er zum SC Bann wechselte, mit dem er in der Saison 2006/07 in der 1. Bundesliga spielte. In der Saison 2010/11 sollte er für den SC Bad Königshofen in der 2. Liga Ost spielen, die Mannschaft zog sich jedoch noch vor Saisonbeginn vom Spielbetrieb zurück. In der kommenden Saison spielte er für Königshofen in der Oberliga Bayern. Seit der Saison 2013/14 spielt er für den Schachclub Forchheim in der 2. Liga Ost. In der tschechischen Extraliga spielte er von 1992 bis 1996, in der Saison 2000/01 und von 2002 bis 2004 für den ŠK Lokomotiva Kolín, von 1996 bis 2000 für den ŠK Dům armády Prag, in der Saison 2001/02 und von 2004 bis 2011 für den ŠK Mahrla Prag, seit 2011 spielt er für den ŠK Rapid Pardubice. Jirovský wurde 1997, 1999 und 2009 tschechischer Mannschaftsmeister. In der slowakischen Extraliga spielte er in der Saison 1995/96 für die zweite Mannschaft des ŠK Gemer Rimavská Sobota.
Seit August 2003 trägt er den Titel Schachgroßmeister. Die notwendigen Normen hierfür erzielte er 1999 beim Komerční Banka Open in Pardubice, in der deutschen Schachbundesliga 2002/03 und bei der tschechischen Einzelmeisterschaft 2003 in Luhačovice. Seine Elo-Zahl beträgt 2452 (Stand: Mai 2021), die bisher höchste Elo-Zahl Miloš Jirovskýs lag bei 2526 im Januar 2004.